# Bataille de Taghit
Campagne de pacification du Sahara
La bataille de Taghit fut le siège mené par les nomades Aït Yafelman d'un poste militaire français du sud-oranais en 1903. Ces nomades s'affrontaient régulièrement avec les troupes françaises.

## Campagne précédant la bataille
Au XIXe siècle, alors que les troupes du maréchal Lyautey tentaient de pacifier le Sud marocain, les tribus zayanes, nomades des confins du Sud-oranais, attaquaient régulièrement les caravanes, les troupeaux des tribus soumises ainsi que les postes militaires français.

## Déroulement
Les 17 août, le Chérif Mouley Mostepha, à la tête de 4 000 combattants, venant du Guir et du Tafilalet, suivis par 5 000 non combattants, de tous âges, prêts au pillage s'avance devant le poste militaire de Taghit.
Durant 4 jours, ils assiègent le poste, tentant sans relâche d'enlever la petite forteresse aux troupes françaises. 
Mais la défense acharnée de la garnison et la volonté du commandant d'armes de ne pas subir le combat en envoyant de nombreuses reconnaissances offensives contraignirent les Aït Yafelman à s'enfuir et à se disperser dans le désert.

## Unités françaises engagées
- 7ecompagnie du 2e régiment de tirailleurs algériens du capitaine Guibert ;
- 1er bataillon d'Afrique du capitaine Mariande ;
- 1er peloton de la 22e compagnie du 2e Etranger du lieutenant Pointurier
- 60 cavaliers du makhzen de Taghit aux ordres du lieutenant de Ganay
- 60 cavaliers du makhzen de Béni Abbés aux ordres du lieutenant de Lachaux